# Rafflesia verrucosa
Rafflesia verrucosa är en tvåhjärtbladig växtart som beskrevs av Balete, Pelser, Nickrent och Barcelona. Rafflesia verrucosa ingår i släktet Rafflesia, och familjen Rafflesiaceae. Inga underarter finns listade i Catalogue of Life.